# Engenheiro de Automóvel do Século
O Engenheiro de Automóvel do Século (em inglês:  Car Engineer of the Century) foi um prêmio internacional concedido para o mais influente engenheiro de automóvel do século XX. O processo eleitoral foi supervisionado pela Global Automotive Elections Foundation.
O vencedor, Ferdinand Porsche, foi anunciado em um evento de gala em 18 de dezembro de 1999 em Las Vegas.

## Processo de seleção
O procedimento para decidir sobre o Engenheiro de Automóvel do Século iniciou com a lista de candidatos a seguir.
| Nome                   | Notável por |
| ---------------------- | --- |
| Béla Barényi           | Trabalho sobre segurança passiva na Daimler-Benz                                                                               |
| Walter Owen Bentley    | Soluções inovativas |
| Karl Benz              | Creditado pela criação do primeiro motor para automóvel em 1886                                                                |
| Marc Birkigt           | Hispano-Suiza H6 |
| Ettore Bugatti         | Automóveis Bugatti |
| Colin Chapman          | Soluções técnicas radicais e inovativas da Lotus Cars                                                                          |
| Gottlieb Daimler       | Pioneiro do motor de combustão interna                                                                                         |
| Rudolf Diesel          | O motor diesel |
| William Edwards Deming | Revolucionou a produção de automóveis com o controle estatístico de processos                                                  |
| Henry Ford             | Pioneiro do automóvel, empresário e visionário industrial                                                                      |
| Dante Giacosa          | Inovador da Fiat |
| Walter Hassan          | Inovador de motores na Coventry Climax e Jaguar                                                                                |
| Nicolas Hayek          | Pai do conceito de automóvel Smart                                                                                             |
| Alec Issigonis         | Concepção inovativa do Mini |
| Vittorio Jano          | Inovador de motores automotivos                                                                                                |
| Spencer King           | Concepção de veículo utilitário esportivo de luxo com tração nas quatro rodas com o Land Rover Range Rover                     |
| Frederick Lanchester   | Pioneiro dos automóveis fundador da Lanchester Motor Company                                                                   |
| Hans Ledwinka          | Pioneiro e aprimorador de uma configuração de chassi e inovador da fundamentação arquitetural para o Volkswagen Fusca na Tatra |
| André Lefèbvre         | Automóveis Citroën |
| Harry Mundy            | Inovador de motores com Coventry Climax, Lotus e Jaguar                                                                        |
| Nicolaus Otto          | Creditado com a criação do primeiro motor rentável de quatro tempos                                                            |
| Ferdinand Porsche      | Inovador automotivo e criador da Volkswagen                                                                                    |
| Henry Royce            | O gênio em engenharia da Rolls-Royce                                                                                           |
| Rudolf Uhlenhaut       | Automóveis Mercedes-Benz |
| Gabriel Voisin         | Inovador de automóveis e motores                                                                                               |
| Felix Wankel           | Aperfeiçoamento do conceito de motor com pistão rotativo com a NSU                                                             |

O passo seguinte foi a apreciação de um juri de 132 jornalistas profissionais em automobilismo de 33 países, sob a presidência do Baron Montagu of Beaulieu, reduzindo a lista a 5 candidatos, anunciados em novembro de 1999. Finalmente, os 5 selecionados foram pontuados pelo juri e o vencedor foi selecionado.

## References
- «Dr Porsche is Car Engineer of the Century». drive.com.au. 31 de dezembro de 1999. Consultado em 8 de junho de 2014